# Max Walter (haltérophile)
Pour les articles homonymes, voir Max Walter.
Max Walter (1905 - 1987) est un haltérophile allemand, ayant participé aux Jeux olympiques d'été de 1936.

## Biographie
Max Walter naît le 30 janvier 1905, à Metz, dans la Lorraine annexée. Âgé de 31 ans, il participe aux Jeux olympiques d'été de 1936. Il se classe huitième dans la catégorie des poids plumes. Il décéda à Duisburg en Rhénanie-du-Nord-Westphalie, en 1987.

## Compétitions internationales
- 1934: 2e place, Championnat d’Europe de Turin, avec 285 kg ;
- 1935: 1re place, Championnat d’Europe de Paris, avec 297,5 kg ;
- 1936: 8e place, Jeux olympiques de Berlin, avec 280 kg ;
- 1937: 3e place, Championnat du monde de Paris, avec 287,5 kg ;

## Sources
- Max Walter sur sports-reference.com sports-reference.com